# Broderie de Fontenoy-le-Château
Pour les articles homonymes, voir Broderie (homonymie).
Fontenoy-le-Château fut à partir de (1850) un haut lieu de la broderie dite broderie blanche. Cette broderie synonyme de luxe était exportée dans les cours royales du monde entier.

## Histoire de la broderie en France

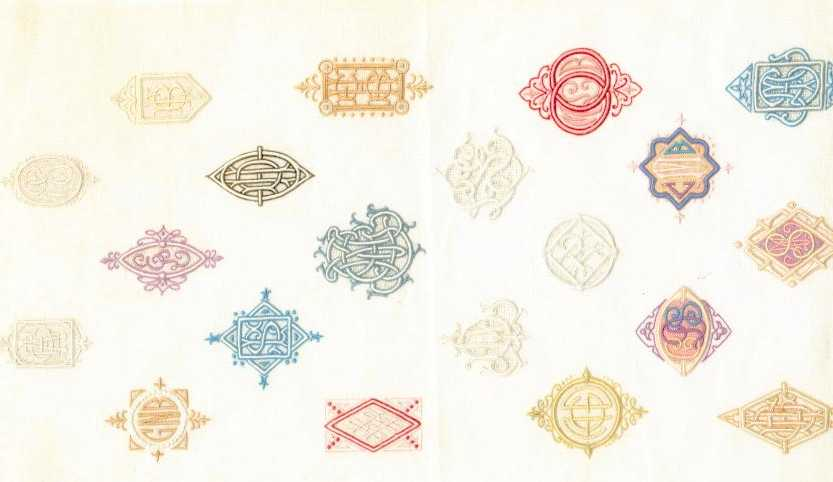
Cadre d'échantillon, imprimé par le brodeur pour tester une nouvelle brodeuse et aussi pour apprendre les différents styles de monogrammes.

Les Romains apportèrent avec leur art de vivre le raffinement de la broderie décorative.
Cet art se pratique dans les couvents où les moines produisent pour le sacré. Catherine de Médicis, elle-même très habile dit-on à la broderie, la popularise à la cour de France.
Le règne de Louis XIV avec Colbert, fils de marchand de draps[réf. nécessaire], favorise le commerce du luxe. La Révolution française met fin aux grands ateliers des chasubliers qui brodaient pour l'Église. Il faudra attendre l'opulence du Second Empire pour que la broderie revienne à la pointe de la mode.
Voici comment Julie-Victoire Daubié, enfant de Fontenoy, qui tint elle-même un bureau de broderie créé par sa sœur, résume l'histoire de la Broderie blanche :
« La broderie blanche sur tulle, mousseline, jaconas, etc., date du XVe siècle en France. Le Moyen Âge ne connaissait que la broderie sur soie et laine, qu'il réservait aux objets d'ornementation publique. C'est au XVIe siècle que les particuliers eurent le droit de porter des habits brodés, et, d'après le témoignage d'un auteur contemporain, ils en abusèrent au point de se rendre tout roides. Tel était sans doute ce fameux habit du duc de Saint-Simon, dont on ne voyait pas l'étoffe, entièrement cachée, dit-il, par les perles. »

## Histoire de la broderie de Fontenoy-le-Château

### Naissance de la broderie à Fontenoy
La vallée du Côney compte de nombreuses forges, la Manufacture royale de Bains-les-Bains, la Pipée, le Grurupt, Le Moulin aux Bois qui fournissent de l'ouvrage aux hommes.
Les femmes qui ne s'emploient pas aux forges y sont donc disponibles pour apprendre à broder.
Une dame Chancerel,,, venant de Paris, installe en 1830 un atelier, école de broderie, aux environs de Vincey au domaine de La Laumont puis au domaine de Schamberg près de Remoncourt lorsque son gendre, Charles Bénier, en devient le régisseur en 1841. Son atelier prenant de l'ampleur, elle recherche du personnel à former. Des ateliers s'ouvrent à Fontenoy. Les premières entrepreneuses, souvent des filles de Maitres de Forges, sont des femmes de Fontenoy qui avaient été formées chez madame Chancerel soit à Schamberg soit à La Laumont.
—Dès lors toutes les femmes de Fontenoy quittèrent les champs, la quenouille et le fuseau pour l'aiguille de la brodeuse.
Mais aussi pour travailler sur un métier dit tambour ou rond, monté sur un pied à rotule ou bien sur un métier plat posé sur de légers tréteaux. La luxueuse broderie blanche ne s'exécute jamais sur le doigt mais toujours au métier. Ces métiers sont fabriqués à Fontenoy par d'habiles menuisiers.
La broderie faite sur un métier exigeant beaucoup de perfection, donne un salaire plus élevé, mais elle dévie la taille des enfants qu'on y applique trop jeunes.
|  |  |  |

### L’âge d'or de la broderie de Fontenoy
Trois facteurs se sont conjugués pour favoriser le développement de la broderie à Fontenoy et alentour.
Les métiers à tisser mécaniques et les filatures industrielles qui se sont rapidement répandus dans les Vosges, après leur invention en Angleterre en 1821, permettent de fournir de grandes quantités de tissus à broder. Les expositions universelles et nationales démontrent à Paris ou à Londres le savoir-faire des brodeuses de Fontenoy et agrandissent le champ de prospection de la clientèle.
Les villes d'eau des Vosges fournissent une clientèle aisée qui apprécie le linge brodé. Plombières a les faveurs du couple impérial.
—Les travaux les plus fins et les plus délicats se firent à Fontenoy ; on y broda pour l'Impératrice Eugénie des robes admirables ; toutes les dames de la cour voulurent aussi des broderies du pays, et bientôt il ne se fit pas un mariage royal ou princier dont la corbeille ne contînt à profusion des broderies sorties des mains magiques des fées de Fontenoy.
Les premiers bureaux de broderie sont administrés par des femmes instruites sachant rédiger du courrier commercial et tenir des comptes parfois compliqués.
Les premières maisons de broderie sont tenues par des facteurs en broderie faisant travailler directement ou en deuxièmes mains, pour les magasins de Paris.
Les recensements les nomment factrices en broderie ou placières en broderie. On relève les noms de Coralie Irroy en 1848, Henriette Mauchand en 1852, Joséphine Mathez en 1853, Zoé Tassard en 1855 et en 1862 sa cousine Julie Daubié dont l'atelier de broderie est cité dès 1854 dans l'almanach Bottin. Ces facteurs ou placières, véritables chefs d'entreprises, fournissaient du travail aux brodeuses de Fontenoy et des environs. Elles écoulent leurs productions vers les magasins de Paris et les capitales étrangères.
Les ouvrières brodeuses travaillent en atelier où à domicile. Le savoir se transmet dès l'enfance, oralement et par imitation.

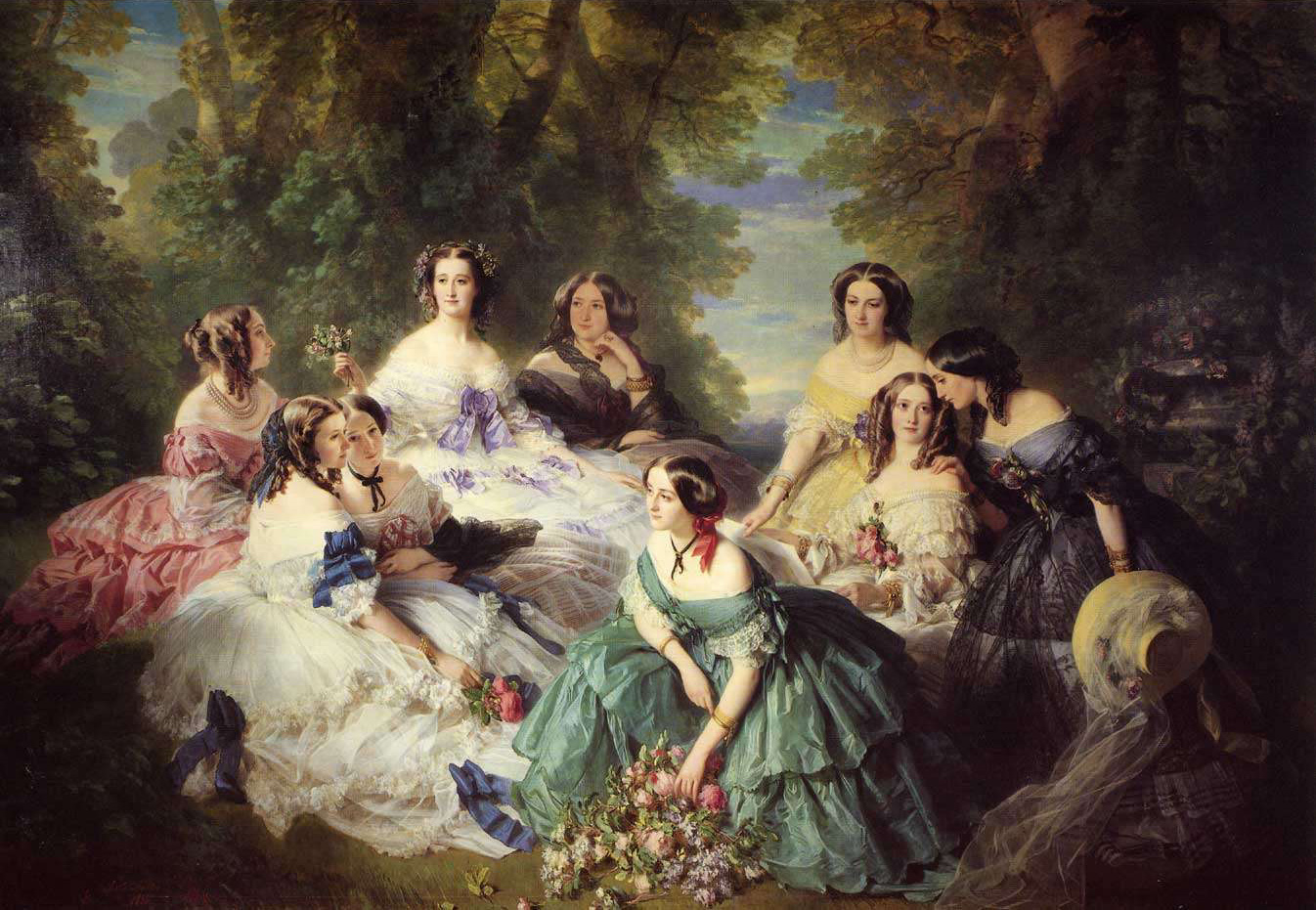
Les blanches épaules des femmes du monde…. L'Impératrice Eugénie entourée de ses dames d'honneur, Franz Xaver Winterhalter, 1855.

En 1852, le docteur Bailly, directeur des eaux de Bains-les-Bains fait de Fontenoy cette description peu flatteuse mais révélatrice :
« C'est une vieille coquette dont la tournure élégante vous séduit encore à distance. Admirez de loin, n'approchez pas. La misère, la vétusté ont flétri, souillé tous ses ornements ; l'industrie du couvert battu y a noirci les figures et les maisons et cependant c'est de ses demeures sales et délabrées que sortent les fines broderies qui vont reparaître au milieu des salons dorés sur les blanches épaules des femmes du monde. »
À Paris, l'Exposition universelle de 1855 fait la part belle à la broderie. Le département des Vosges est récompensé d'une grande médaille d'honneur. La broderie de Fontenoy-le-Château reçoit sa propre récompense, il est décerné à la commune de Fontenoy-le-Château, pour ses ouvrières brodeuses, une médaille de première classe. Henriette Mauchand, reçoit, à titre personnel, une médaille pour : « Un tableau exécuté au plumetis, points d'arme et jours d'Alençon d'une façon remarquable. » et Rosalie Gadeau, une médaille d'or de seconde classe.
Fontenoy est considéré dès 1860 comme un des centres les plus importants de production de broderies en France dans l'ouvrage de statistiques économiques de Maurice Block, l'auteur considère que le salaire des brodeuses représente 70 % à 80 % de la valeur du produit.
Abel Daubié crée ses propres modèles en 1860 suivi en 1865 par son beau-frère Alexandre Robin. Ils ont des représentants qui voyagent en Europe pour présenter les collections.
L'Exposition universelle de Londres en 1862 distingue les broderies lorraines et entre toutes la Broderie de Fontenoy-le-Château.
« Le centre de la grande production en broderies est dans les quatre départements de l'ancienne Lorraine ; Nancy et Metz sont au premier rang comme marchés importants, mais c'est dans le département des Vosges qu'on rencontre les aptitudes les plus spéciales. Les broderies qui ont remporté des médailles au concours universel de 1862 venaient presque toutes des Vosges, et les plus estimées de Fontenoy-le-Château. »
Jules Simon dans son essai économique L'Ouvrière, paru en 1861, vante l'habilité des brodeuses de Fontenoy. Il dénonce le système des entrepreneurs placeurs d'ouvrages qui, d'après lui, empêchent les ouvrières d'avoir de l'amour-propre pour leur travail. La naissance des Grands magasins parisiens, où les clientes choisissent sur catalogue les modèles de chiffres à broder et où la nouvelle politique de vente est fondée sur des prix bas et la rapidité d'exécution des travaux, renforcera pourtant le rôle des placiers.
L'Exposition universelle de 1867 récompense de nombreuses maisons de broderie et d'art textile. Cependant le jury de l'exposition récompense la mairie de Fontenoy, et c'est l'unique commune récompensée, pour l'ensemble des brodeuses de la commune.
En outre, les maisons Millerot et Matthez étaient aussi récompensées pour leurs couverts étamés. Une fois de plus le métal et la broderie sont à l'unisson.
Dans la Géographie des Vosges parue en 1870 il est porté que l'industrie des broderies a pris depuis quelques années un développement considérable et que ces broderies s'écoulent en Europe et en Amérique.
En 1873, ce sont 500 personnes qui sont occupées à la broderie à Fontenoy. Les deux plus importantes entreprises de broderie étant à cette date la maison Gueprat et la maison Rodier-Robin.

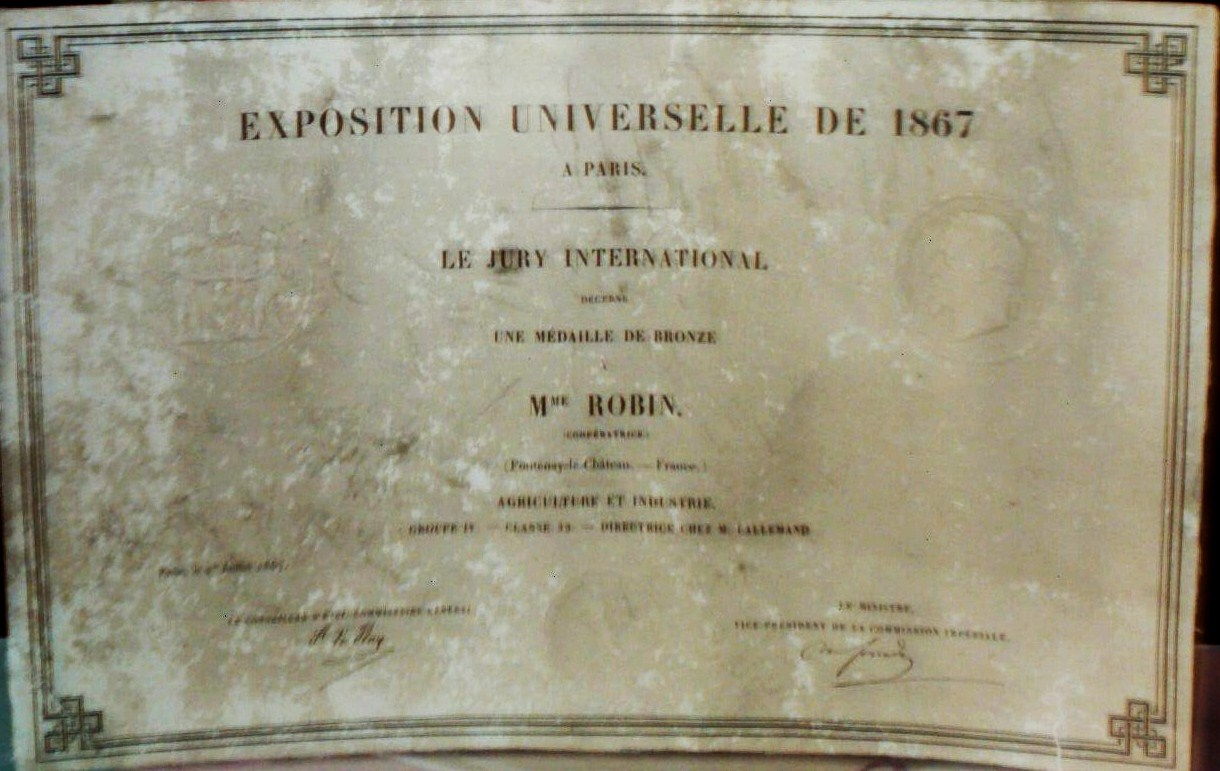
Diplôme reçu à l'exposition universelle de 1867.

Les brodeurs et brodeuses de Fontenoy remportent de nombreux concours. On les sollicite pour les cadeaux officiels. La beauté d'un écran brodé par Charles Marchand père et offert à l’amiral Avellan lors de la réception de la flotte russe dans la rade de Toulon en 1893 est restée dans les mémoires. Le bel écran n'arriva jamais à son destinataire, le chef-d’œuvre avait été volé pendant le transport.
L'année suivante le même brodeur remporte le concours organisé par les Grands Magasins du Louvre à Paris. Le concours visait à récompenser le ou la meilleure brodeuse de France, le travail devant être réalisé sur un mouchoir. Fontenoy remporte le premier prix grâce aux virtuosités conjuguées de Monsieur Marchand pour la broderie, de mademoiselle Desjacquot pour les jours et de monsieur Boisselier pour le dessin du motif. Les trois artistes sont récompensés par une médaille d'argent, la médaille d'or n'ayant pas été décernée, et empochent la somme de 500 Frs. D'autres artistes de Fontenoy sont également récompensés par une mention et reçoivent une gratification.
Le salaire des meilleurs brodeurs et brodeuses valaient ou dépassait le salaire des ouvriers les plus qualifiés, aussi était-il courant d'observer qu'une mère de famille, brodeuse émérite, soit déchargée de tout travail domestique pouvant lui gâter les mains.
Fontenoy exporte sa broderie mais aussi ses brodeuses vers l'Angleterre et l'Amérique. Les grandes maisons de broderie, comme la maison Robin, ouvrent des magasins de linges brodés dans différentes villes de France.
Jusqu'à la crise de 1936 le marché de la broderie de Fontenoy est florissant. Les ventes reprennent timidement jusqu'au bouleversement économique que crée la guerre de 1940.
Puis commence le grand déclin qui aboutira à la fermeture du dernier bureau de broderie, celui d'André Grandmaire, en 1976.
En 1978 s'ouvrait le musée de la broderie, où sont exposés des pièces remarquables et du matériel pour broderie, tambours, métiers plats, carafes de brodeuse, machines à piquer pour encrer.
Le musée renferme aussi une petite exposition permanente traitant de la métallurgie dans la vallée du Côney et quelques pièces ayant trait au patrimoine local.
|  |  |
|  |  |

|  |  |  |

## Fonctionnement d'une maison de broderie

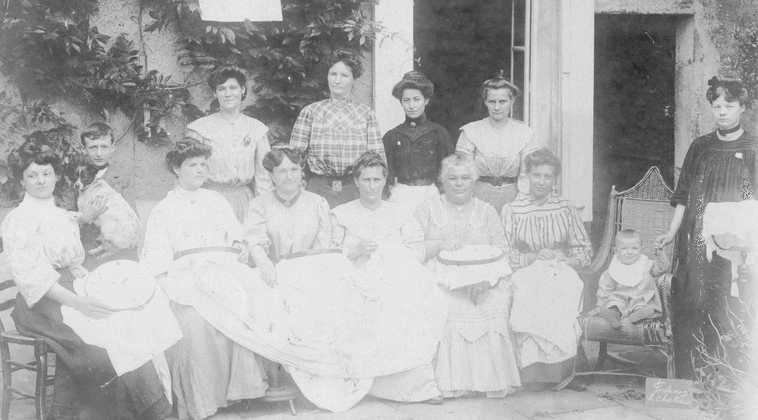
Brodeuses vers 1908 dans la cour de la maison Robin. Plusieurs brodeuses travaillent au rond sur le même ouvrage pour une pièce de grande taille.

- Un magasin de linge fin passe commande à un grossiste.
- Le grossiste reçoit la commande, choisit avec le client les modèles sur catalogue, envoie les références à une entreprise de broderie.
- L'entrepreneur reçoit la commande, l’enregistre et la confie au dessinateur[28].
- Le dessin est porté sur un calque, passé à la machine à piquer, et encré sur le tissu.
- La Première d'atelier sélectionne les cotons à broder, les coloris et la quantité exacte de fils nécessaire.
- La pièce à broder est confiée aux brodeuses suivant leur spécialité — jours, festons, satin, sablé.
- La pièce terminée retourne à la maison de broderie.
- L'entreprise de broderie vérifie le travail, lave et repasse les pièces brodées, les conditionne et les adresse au grossiste ou au client[29].
- Le mois de janvier était pour les grands magasins la période des inventaires, aussi les commandes n'arrivaient-elles pas aux bureaux de broderie. Ce temps mort était mis à profit par les brodeuses pour travailler à leur propre linge et à leur trousseau[30].

« À la broderie coopèrent : 1° le fabricant du tissu ; 2° le dessinateur ; 3° le fabricant de fil de coton ; 4° le fabricant de broderie ; 5° la contre-maîtresse ; 6° l'ouvrière brodeuse... C'est le fabricant de broderie qui coupe le tissu et lui donne la forme de col, manchette, robe, mantelet, chemise, mouchoir, etc. Plus ou moins d'habileté dans cette coupe est une cause importante d'économie ou de perte. Il y a de grands et de petits fabricants. Les petits donnent directement à l'ouvrière les pièces à broder. Les grands se servent d'intermédiaires, dites entrepreneuses, factrices ou contre-maîtresses. »

## Les outils de la brodeuse

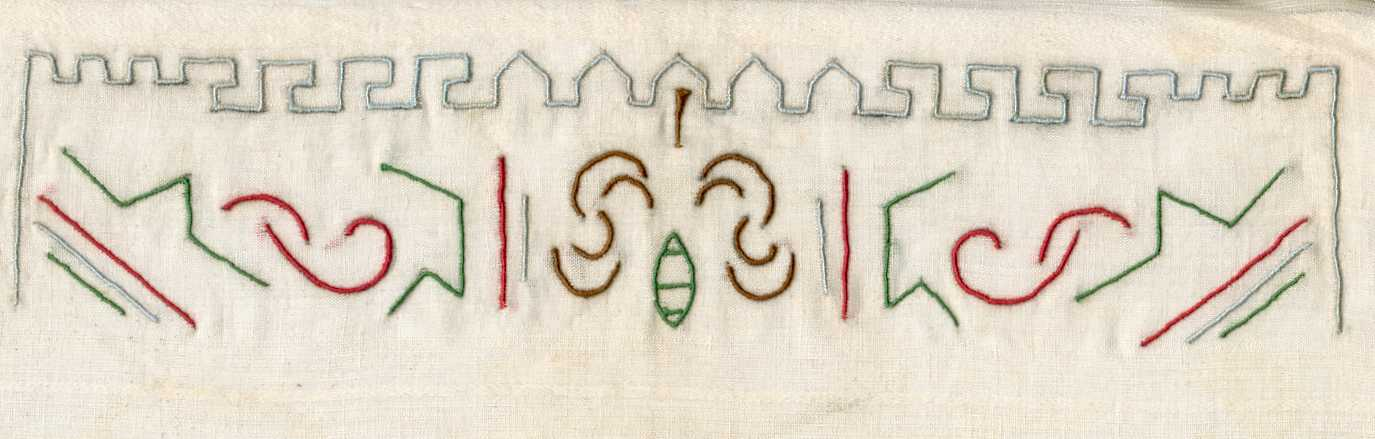
Décors de grecques au point de cordon sur cadre.

Le métier plat est le plus ancien, il se pose parfois sur de légers tréteaux en hêtre.
Le métier rond est plus maniable. Le métier est l'instrument le plus utile à la broderie blanche car une belle broderie se fait toujours dans le même sens sans jamais tourner le métier. Le métier se compose d'un tambour et d'un pied. Le tambour, que les brodeuses appellent un rond, a un diamètre de 25 cm. Ce rond est gainé d'un tissu doux et épais et sanglé par une lanière de cuir qui servira à tendre l'ouvrage. Le rond est relié au pied par une pièce de bois en forme de U, assemblée par une cheville à une boule de bois. Cette boule de bois sera la rotule qui permettra d'orienter l'ouvrage. Le pied du métier comprend une pièce de bois tourné d'une soixantaine de cm de haut, reposant sur un disque de bois plein porté à son tour sur trois petites pattes en bois tourné d'environ 10 cm de haut. Le haut du pied est muni d'une mâchoire réglée par une vis à ailette qui maintiendra la rotule.
Les ciseaux de la brodeuse ont des lames très fines et très pointues. Pour ne pas égarer ses ciseaux, la brodeuse les glisse dans la courroie de son tambour. Un petit sachet contenant de l'émeri est aussi fixé au métier, on y plante les aiguilles, elles gardent ainsi leur parfait poli qui permet de glisser facilement à travers le tissu.
Pour l'exécution de certains points comme le point d'échelle, un poinçon était nécessaire. À Fontenoy, on utilisait parfois les manches des couverts « loupés » des fabriques locales pour fabriquer des poinçons parfaitement adaptés à un travail.
Il existait des fils de différents calibres et de matières variées.
Néanmoins, dans les années 1880, une brodeuse d'un grand talent, Anna Poirot qui brodait des ornements d'église, se servait de ses propres cheveux, comme fil à broder pour réaliser les cheveux des anges sur ses décors.

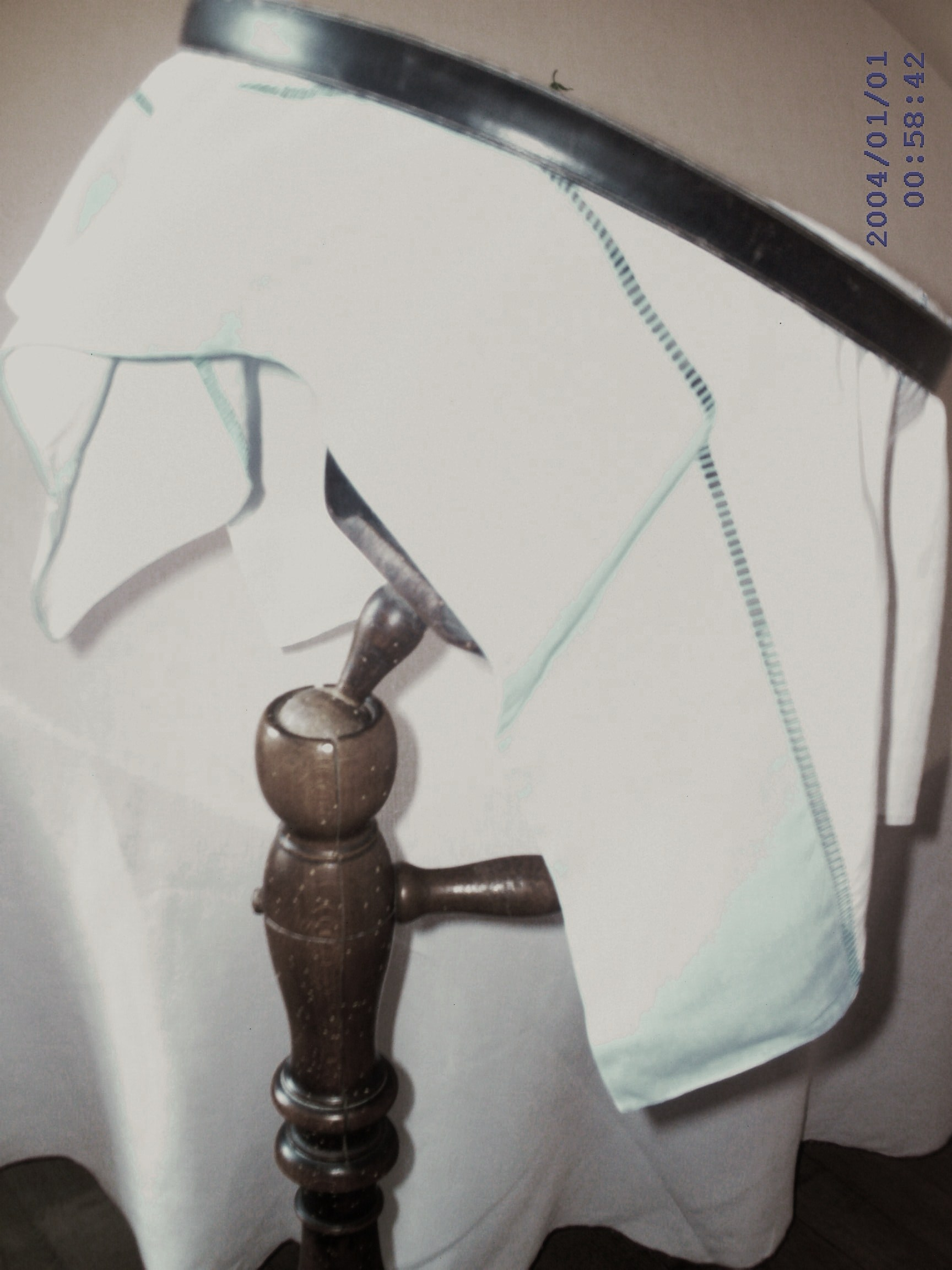
Métier rond à rotule spécifique de Fontenoy.

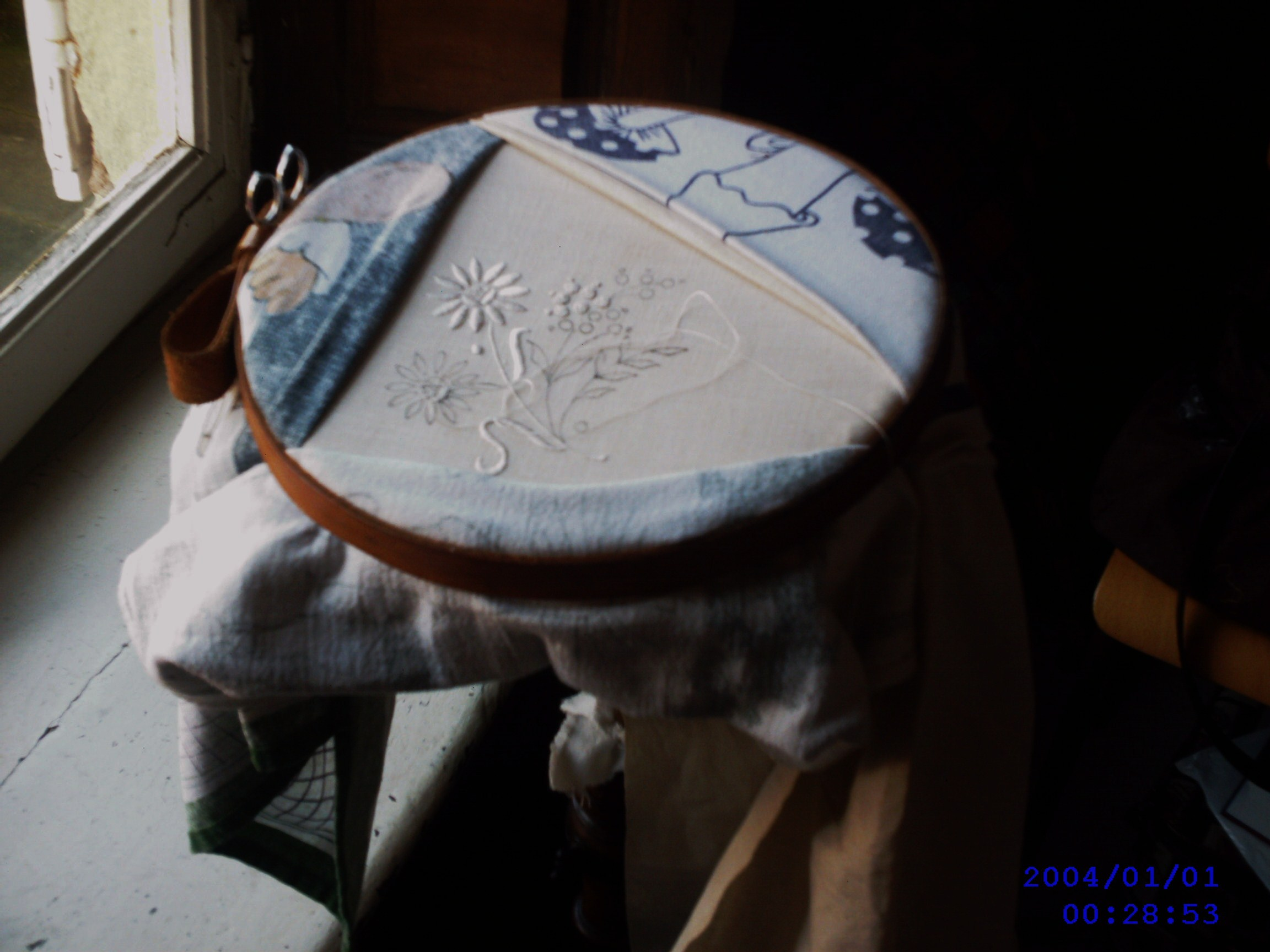
Un "rond" et ses ciseaux dans la courroie, travail en cours de mademoiselle B. Rollot.

## Les points de broderie blanche
Le point de plumetis, d’un grand raffinement est le point le plus utilisé dans les monogrammes pour le chiffrage ou l’héraldique. C’est un point rembourré.
Un plumetis bien fait doit être harmonieusement bombé et avoir une marge extérieure très régulière.
Différents points pour le plumetis :
- le point de cordon est un point rembourré où des fils épais sont enserrés dans des points très fins qui leur servent de gaine. Cela permet de dessiner, comme le nom l’indique, un cordonnet en relief en forme de baguette ou en courbe. Il existe des points de cordon ombré avec une couleur plus soutenue sur un bord et des points de cordon à liseré avec une couleur sur chaque côté du cordon ;
- le point de satin est surtout utilisé pour rendre le mouvement de sujets ou de personnage dans la broderie ;
- le point mêlé ou point croisé est souvent utilisé en mélangeant les couleurs pour rendre des fleurs ;
- le point d'échelle consiste à ajourer avec un point arrière et un poinçon une fine bande de tissus comprise entre deux rangs de point de cordon, le rendu donne l'aspect d'une minuscule échelle d'où le nom du point ;
- le point de feston se fait en brodant de gauche à droite, c'est une broderie au doigt et non pas au métier. On le réalise parfois avec un rembourrage comme les points de plumetis ou de cordon. Le passage du fil crée une bordure qui servira de guide pour araser le tissu avec une paire de ciseaux bien aiguisés. Ce point utilisé au bord de l’ouvrage donne un décor ne nécessitant pas d’ourlet.

|  |  |
|  |  |

## Sources
- Nouveau manuel complet de la broderie..., Canard, Bayle-Mouillard, Celnart, éd. Roret, París, 1840.
- Dictionnaire des arts et manufacture, M.C. Laboulaye, 1845
- Exposition universelle de 1851 : Travaux de la Commission française sur l'industrie des nations, Charles Dupin, 1854.
- La Broderie et les brodeuses des Vosges, Docteur Haxo, Épinal, 1856.*
- La Broderie, son origine, son historique, p. 26-53, éd. Impr. Simon Racon, Paris, 1864
- Revue contemporaine, Le travail industriel dans les campagnes, éd. Bureaux de la Revue contemporaine, 1865
- Bulletin de la Société géographique de l'Est, 1881
- Histoire de Fontenoy, abbé Constant Olivier
- Le Coton..., Louis Reybaud, éd. Michel Lévy frères, 1863
- Exposition universelle internationale de 1900 à Paris. Le bilan d'un siècle (1801-1900), T 4, Alfred Picard, Ministère du commerce, de l'industrie et du travail, éd. Imprimerie nationale, 1906.
- Notules sur Fontenoy-le-Château, Louis Olivier.
- Musée de la Broderie, place Gilbert, Fontenoy-le-Château.
- La dentelle de Luxeuil et le grand siècle des brodeurs en Haute-Saône, vol. 1, p. 80-82, éd. Tramways de Hte-Saône, 1997,  (ISBN 2950909361)
- Lorraine, Claire Prévot, La broderie p. 138 à 141, ed. Christine Bonneton, Paris, 2010.
- La Vallée du Côney, métallurgie et thermalisme, Fontenoy temple de la broderie de luxe p. 309-322, Claire Prévot, ed. Amis du Vieux Fontenoy et Fédération Sociétés Savantes des Vosges, Nancy, 2011, (ISBN 9782952216616)
- Causons en, Fontenoy-le-Château un passé médiéval au cœur de la Vôge, p. 23-24, n° 135, avril 2017